# Słubice
Słubice (kiejtése [swuˈbʲit͡sɛ], németül: Dammvorstadt) város Lengyelországban, a Lubusi vajdaságban, a Słubicei járásban. A település Lengyelország nyugati részén, a németországi határ közelében, az Odera folyó partján helyezkedik el, vele átellenben a németországi Frankfurt (Oder) település található.

## Története
2014. október 22-én a városban avatták fel a világ első Wikipédia-emlékművét, amelyet Mihran Hakobján készített.